# Корита (Млєт)
42°43′ пн. ш. 17°42′ сх. д. / 42.71° пн. ш. 17.70° сх. д.
Корита (хорв. Korita) — населений пункт у Хорватії, у Дубровницько-Неретванській жупанії у складі громади Млєт.

## Населення
Населення за даними перепису 2011 року становило 46 осіб.
Динаміка чисельності населення поселення: